# 第十三號的愛麗絲
第十三號的愛麗絲（十三番目のアリス）是由伏見司著作。原本刊登於作者的個人網站內，但其後取得第十二次電擊小說大獎第三輪，獲電擊文庫賞識及出版。
2009年2月共出版正篇三卷及短篇集一卷。

## 概要
名門千金九条院愛麗絲與同學兼未婚夫鬼百合三月一直過著平凡的校園生活,但是突然出現的謎之少女把日常給剝奪了。少女稱呼愛麗絲為第十三號及自稱為第三號。被捲進戰鬥的愛麗絲和三月,一開始呈抗拒態度,但及後愛麗絲才慢慢理解到關於長眠於自己中真正的力量。

## 登場人物

### 主要角色
九条院 愛麗絲（くじょういん ありす）
日本名門九条院家的獨生女。母親擁有金髪碧眼。特別喜歡蘿莉塔女服。3年前背負著能致命的重傷、靠著第十三號的LT球體的自癒機能保住了性命。對青梅竹馬的三月成為自己的未婚夫感到高興,以欺負三月為樂。
因受到菲列絲的襲擊令第十三號LT球體覺醒。
専用武裝為槍身444mmの自動手槍「加芭沃克」。能夠進行屬性轉換、射線範圍內能夠將一切蒸發的「奧米加衝擊」（最終形態：奧米加「Ω」）。
鬼百合 三月（おにゆり みつき）
愛麗絲的未婚夫及同學。喜歡戴著麥草帽子。雖然父親是大企業「三月兔集團」的經營者、三月卻是和經營帽店的祖父母生活。零用錢是每月三千元。擁有老好人、遲鈍的性格。不擅長保衛其他人。在愛麗絲的眼中像是一個貧窮的王子。喜歡大胸部的女子。
九条院 拉米雅（くじょういん らみあ）
愛麗絲的母親。曾在「組織」的研究機關中從事LT球體的研究工作。當時的職位為第十二研究室室長「白面金毛」（はくめんこんもう）拉米雅・狐狸博士。3年前用自己親手發現的「第十三號LT球體」的力量救活了愛麗絲後、離開「組織」並且使用丈夫的遺產持續對愛麗絲進行研究工作。因為經常不在家,被愛麗絲冠以「放蕩母親」的名號。她同時為「第十二號LT球體」的發現者。
莉莉絲．古拉姆
突然出現在愛麗絲面前的轉校生。「第十二號」（トゥエルフス）。患有先天性的疾病、虹膜越接近紅色表示病情越壞、經第九實驗室和第十二實驗室聯手進行通過植入LT球體的手術而得到痊癒，但同時因植入手術丟失了不可取代的摯友。喜歡穿著素白色的衣服。喜歡三月。背叛「組織」並且對第十三號愛麗絲展開長時間的監視。作為能合併其他LT球的綜合型、能夠裝備複數的LT球體並且使出各LT球體的專用武裝。
専用武装為射出銀針的白銀手槍「希爾維亞」。属性能夠變異為散彈的「α」模式；使用加速彈,進行超過4000m的超長途精密射擊的「ζ」。以及能夠像愛麗絲一樣使出「奧米加衝擊」的「Ω」模式。
曾在一卷開始時擊破第一號（ファースト）並且能夠叫出第一號的專用武裝「諾頓克」。「α形態」為細長的劍、能吸引並儲存周圍的能量。「β形態」為長劍、能放出「α形態」所吸取的能量。「γ形態」則為更長更厚的大劍。

### 皇城學院
桐山 誠人（きりやま まこと）
愛麗絲的同學，3年1組的級委員中等部級委員會委員長（中等部的學生會長）。語調粗魯、長著三白眼，但卻對同班同學和後輩非常友善。腦中記著所有同學的樣貌和名字。將來的夢想為當一名醫生、考試成績維持在第一名。家境並不富裕、不過因為高成績而成為特待生免除一切入學金和學費。雖然總是和憐奈時有口角,但關係比其他人都好、每天早上都會到憐奈的宿舍弄醒懶蟲。
宮田 怜奈（みやた れいな）
皇城 瞑（こうじょう めい）
皇城學院中等部1年級生。皇城學院理事長的幼女、瑠璃的妹妹。黒髪上掛著紅色的絲帶，小惡魔系風格的打扮、在作品中改變過數次髮型。愛麗絲的支持者中特別迷戀的一個。敵視愛麗絲的未婚夫三月，經常對三月進行，惡作劇。在第二卷中登場並提及到了名字、不過，也好像曾經在第一卷中以路人的角色登場。
皇城 瑠璃（こうじょう るり）
皇城學院高等部3年級生，風紀委員長。皇城學院理事長的長女、瞑的姐姐。擁有螺旋狀鬈曲的長髮、憐奈稱呼她為「鑽頭前輩」。由於自尊心很高的關係、容易被其他人的發言導致情緒激動。

### 「組織」

#### 第三研究室
菲列絲‧B‧芙蕾雅（フェレス・B・フレイア）
漢茲‧芙雷（ハインツ・フレイ）

#### 第四研究室
馮如狼（ヒョウ・ルウラン）
馮（ヒョウ）

#### 第六研究室
第六號
加賀見 構造（かがみ こうぞう）

#### 第九研究室
伊莉絲‧波拉茲（イリス・ボラッツ）
雷歐多‧波拉茲（レイオット・ボラッツ）

#### 第十研究室
悠里（ゆうり）
亞列克ア（レク・フランケンシュタイン）

#### 其他
第一號